# Zacharie Allemand
Zacharie Fourrier Théodore Allemand (Port-Louis, 1º maggio 1762 – Tolone, 2 marzo 1826) è stato un ammiraglio francese.

## Biografia

### I primi anni
Allemand nacque figlio di un capitano della Compagnie francese delle Indie Orientali. Orfano in tenera età, iniziò la sua carriera nella marina militare francese a 12 anni come apprendista a bordo della Superbe, nelle Indie Orientali. Nel 1778, dopo lo scoppio della Guerra d'indipendenza americana, si offrì volontario a bordo della Sévère, nello squadrone di Suffren. Con la fine della guerra, Allemand venne elevato al rango di tenente di fregata e prestò servizio a bordo della Annibal, passando poi sulla Baleine e sulla Outarde nell'Oceano Indiano.
Sul finire del 1786, Allemand ritornò in Francia per beneficiare della nuova riforma della marina che gli concesse di servire su un gran numero di fregate nei Caraibi e lungo le coste americane.

### La Rivoluzione Francese ed il Primo Impero
Allemand venne promosso tenente di vascello nel 1792, e poi raggiunse il grado di capitano con lo scoppio della Guerra della prima coalizione nel 1793. Ottenne il comando di uno squadrone leggero, avendo come ammiraglia la Carmagnole. Occupato nelle razzie di vascelli commerciali, catturò la fregata HMS Thames, senza speranza dopo il suo scontro con la Uranie il giorno precedente, divenendo il primo a catturare una nave della Royal Navy nel corso della guerra e per questo venendo esaltato come eroe nazionale dalla Convenzione.
Nel 1794, Allemand ottenne il comando della Duquesne (74 cannoni) e si portò a razziare gli avamposti commerciali inglesi in Sierra Leone ed in Guinea, catturando 21 mercantili.
Tornato nel Mediterraneo, Allemand venne incorporato nello squadrone dell'ammiraglio Pierre Martin. Martin ed Allemand si mal sopportavano a vicenda, e le loro relazioni peggiorarono a tal punto che Allemand fu sul punto di essere sollevato dai propri incarichi per insubordinazione dopo la battaglia di Capo Noli.
Promosso chef de division (contrammiraglio), Allemand prese il comando della divisione nello squadrone di Richery. Venne inviato con due navi di linea ed una fregata a razziare gli avamposti inglesi a Labrador e sulla via del ritorno catturò un convoglio del valore di 80.000.000 di franchi, facendo anche 1800 prigionieri tra cui il Governatore generale del Canada, la sua famiglia e molti ufficiali, facendo ritorno a Brest nel novembre del 1796. Al suo arrivo, Allemand venne comunque sollevato dai suoi incarichi per "brutalità verso la sua ciurma" e per "rudezza nei confronti dei suoi passeggeri".
Dopo breve, Allemand ottenne il comando della Tyrannicide (74 cannoni) e prese parte alla Traversata di Bruix. L'11 luglio 1799, Bruix venne rimpiazzato da Latouche Tréville, che ancora una volta sollevò Allemand dai propri incarichi per eccessiva "rudezza" nel 1800. L'anno successivo, Allemand comandò la nave francese Aigle.
Nel 1802, Allemand ricevette il comando della Magnanime, nello squadrone dell'ammiraglio Missiessy, col quale partì l'11 gennaio 1805 per la Spedizione di Saint-Domingue. Al ritorno dello squadrone a Rochefort, Missiessy si ammalò cedendo il comando effettivo a Allemand.
Il 22 giugno, Allemand venne ufficialmente creato capo dello squadrone, e venne incaricato di quella che divenne nota come Spedizione di Allemand del 1805, un grande raid commerciale che portò alla cattura di un centinaio di mercantili e della HMS Calcutta (64 cannoni). Allemand riuscì ad eludere ben tre squadroni inglesi che seguivano le sue navi dandogli la caccia, guadagnando per le proprie navi il soprannome di "squadrone invisibile".
Questo successo portò la fama di Allemand sino a Napoleone il quale, malgrado gli appunti di Decrès che ne criticavano il carattere, gli espresse pubblicamente il proprio apprezzamento e lo promosse vice ammiraglio il 1 gennaio 1806.
Nel 1809, Allemand ottenne il comando degli squadroni di Brest e Rochefort. Le sue insufficienti disposizioni difensive ad ogni modo permisero agli inglesi di lanciare una nave incendiaria contro il suo squadrone mentre questo era ancorato al porto, dando inizio alla Battaglia di Basque Roads. Allemand reagì all'attacco dando libertà di manovra ai suoi capitani e concentrandosi sulla salvezza della propria nave, la Océan (120 cannoni), che salpò verso il fiume Charente gettando fuori bordo parte della propria artiglieria. Il risultato fu la perdita di quattro navi e due fregate, oltre al disprezzo dei suoi stessi ufficiali, quattro dei quali vennero sottoposti alla corte marziale ed uno di loro addirittura condannato a morte per fucilazione, ma il ruolo di Allemand non venne mai messo in discussione. Allemand venne però trasferito al comando della flotta del Mediterraneo per prevenire ulteriori danni alla flotta di Rochefort da parte sua.
Il 15 agosto 1810, venne creato conte dell'Impero.
A Tolone, Allemand comandò uno squadrone che rimase ivi ancorato sino alla fine del primo impero francese. In questo periodo si fronteggiò con altri ufficiali in diversi duelli, intrattenendo pessime relazioni col prefetto marittimo Emeriau.
Nel 1812, Allemand riuscì a portare diverse navi da guerra da Lorient dove erano intrappolate sino a Brest per formare una flotta più grande.
Nel 1813, Allemand venne proposto come aiutante di Missiessy presso Flessingue, ma violentemente rifiutò l'incarico quando seppe che non avrebbe potuto agire come comandante del corpo. Quest'ultima sbottata lo fece cadere definitivamente in disgrazia e lo costrinse a ritirarsi dal servizio attivo.

### La Restaurazione
Allemand tentò di tornare in servizio in marina durante la Restaurazione borbonica, ma questo non gli venne permesso. Nel maggio del 1814, divenne membro dell'Accademia delle Scienze di Francia, di cui divenne presidente nell'agosto di quello stesso anno. A giugno, divenne cavaliere dell'Ordine di San Luigi.
Durante i Cento Giorni, nel marzo del 1815, Allemand offrì i propri servigi a Napoleone, ma Decrès si rifiutò di riaccoglierlo. Allemand fu l'unico ufficiale generale a venire rifiutato.
Negli anni successivi, sconfortato, si dedicò alla massoneria, creando un ordine dissidente quanto effimero che prese il nome di "Suprême Conseil du Prado" di cui si proclamò "Souverain Grand Commandeur"
Allemand morì a Tolone il 2 marzo 1826.

## Araldica
| Stemma | Descrizione                         | Blasonatura |
| \| \|  | Zacharie Allemand Conte dell'Impero |             |
|        |                                     |             |